# Filippo Castelli (architetto)
Filippo Castelli (San Damiano d'Asti, 1738 – Torino, 1820?) è stato un architetto italiano, molto attivo in Piemonte.

## Biografia
Figlio dell'ingegnere e architetto Giuseppe, studiò dapprima a Torino, poi si trasferì a Roma nel 1757 da Paolo Posi, che lo iniziò al tipico stile misto tra il tardo-barocco e il neoclassico.
È attestato un suo ritorno a Torino intorno al 1762, quando firmò i disegni della chiesa interna del nascente complesso ospedaliero San Giovanni Battista (Molinette), più gli abbellimenti del Palazzo Solaro del Borgo in piazza San Carlo (1770); in seguito, anche gli abbellimenti esterni e interni del Palazzo Roero di Guarene, sito in Piazza Carlina, del Palazzo d'Azeglio in Via Principe Amedeo e del Palazzo d'Harcourt in Via XX Settembre.
Fuori città, in Piemonte, opere famose furono la chiesa di San Lorenzo di Livorno Ferraris (VC), il campanile di Cigliano (VC), la chiesa di San Michele a Cavaglià (BI) (1786), la chiesa di San Martino di Azeglio (TO) (1786-1770). In questi ultimi anni, si occupò inoltre di progettare la chiesa di San Francesco a Moncalieri, di ampliare il lato nord del Palazzo Civico di Torino, più altri progetti di abbellimenti di altri edifici, solo ipoteticamente attribuibili a lui. È incerta la data e l'anno della sua morte.